# Pia Gjellerup
Pia Gjellerup (født 22. august 1959 på Frederiksberg) er en dansk organisationskvinde og tidligere politiker, der er leder af Center for Offentlig Innovation. 
Hun var 2007-2014 bl.a. chef for den politiske afdeling i Djøf, advokat og minister 1993 og 1998-2001. Hun var som medlem af Socialdemokratiet folketingsmedlem for Vestre Storkreds fra 8. september 1987-2007. I foråret 1993 besad hun posten som Justitsminister og fra 23. marts 1998 til 21. december 2000 var hun Erhvervsminister. Derefter var hun frem til 27. november 2001 Finansminister. Pia Gjellerup er den hidtil eneste kvindelige finansminister.

## Uddannelse
Pia Gjellerup blev matematisk-fysisk student fra Metropolitanskolen i 1978. Derefter gik hun på Danmarks Tekniske Højskole 1978-80, hvorefter hun blev cand.jur. fra Københavns Universitet i 1985. Hun fik advokatbestalling i 1990.

## Bestyrelsesarbejde
Pia Gjellerup var formand for DSU Frederiksberg i 1982-84. Var 1982-87 medlem af Frederiksberg Kommunalbestyrelse, hvor hun var politisk ordfører i 1985-87. I 1987-2007 medlem af Folketinget. 
Medlem af Vanførefondens bestyrelse fra 2007 (formand fra 2008), af Gefion Gymnasiums bestyrelse fra 2010, af fællesstyret for Fondet for Dansk-Norsk samarbejde fra 2012 (og næstformand for den danske bestyrelse fra 2013). Medlem af DONG Energy A/S's bestyrelse fra 2012. Medlem af Rigsretten fra 2008 og af redaktionsgruppen for Administrativ Debat fra 2012.

## Folketinget
Gjellerup var Socialdemokratiets kandidat i Slotskredsen (Frederiksberg) 1985-2007. Hun var medlem af den socialdemokratiske folketingsgruppes bestyrelse 1987-93, 1994-98 og 2001-05 (gruppesekretær 1990-93 og 2001-02 og gruppeformand 1994-98 og 2002-05).
Fra 1990 til 93 var hun formand for Folketingets Skatteudvalg og i 1993-98 næstformand for Folketingets Finansudvalg. Hun var erhvervspolitisk ordfører 1993-94, finanspolitisk ordfører 1993-98 og 2001-2005 og kommunalpolitisk ordfører 2005-07.
Hun meddelte i januar 2007, at hun ville forlade Folketinget for at blive chef for Danmarks Jurist- og Økonomforbunds politiske afdeling. Hun blev afløst 20. februar 2007 af folketingssuppleant Sophie Hæstorp Andersen.